# Villers-sur-Coudun
Villers-sur-Coudun település Franciaországban, Oise megyében. Lakosainak száma 1419 fő (2022. január 1.). Villers-sur-Coudun Braisnes-sur-Aronde, Coudun, Giraumont, Marest-sur-Matz, Mélicocq, Vandélicourt és Vignemont községekkel határos.

## Népesség
A település népessége az elmúlt években az alábbi módon változott:
| Lakosok száma | 1382 | 1393 | 1456 | 1407 | 1396 | 1390 | 1400 | 1409 | 1419 |
|               | 2013 | 2015 | 2016 | 2017 | 2018 | 2019 | 2020 | 2021 | 2022 |